# 酚二唑
酚二唑（全称2-(1,3,4-噁二唑-2-基)苯酚，商品名有Hypnazol、Eudormil、Viodor等），分子式C8H6N2O2，是一种安眠药，带有一个1,3,4-𫫇二唑官能团，最初由法国洛斯大药厂合成。